# نادغانويلا
نادغانويلا مدينة صغيرة في سري لانكا. و تقع ضمن المقاطعة الجنوبية

## مواقع خارجية
- تعداد سكان وإحصائيات -سري لانكا

‌